# Synthecium symmetricum
Synthecium symmetricum är en nässeldjursart som beskrevs av John Fraser 1938. Synthecium symmetricum ingår i släktet Synthecium och familjen Syntheciidae. Inga underarter finns listade i Catalogue of Life.